# Place Marcadieu (Tarbes)
La place Marcadieu est une place publique de la commune française de Tarbes, située dans le quartier du centre-ville, département des Hautes-Pyrénées en région Occitanie. 
La place est située au lieu-dit Sainte-Thérèse, (canton de Tarbes 2), en partie est de la ville. C'est l'emplacement du plus grand marché de la ville.

## Situation et accès

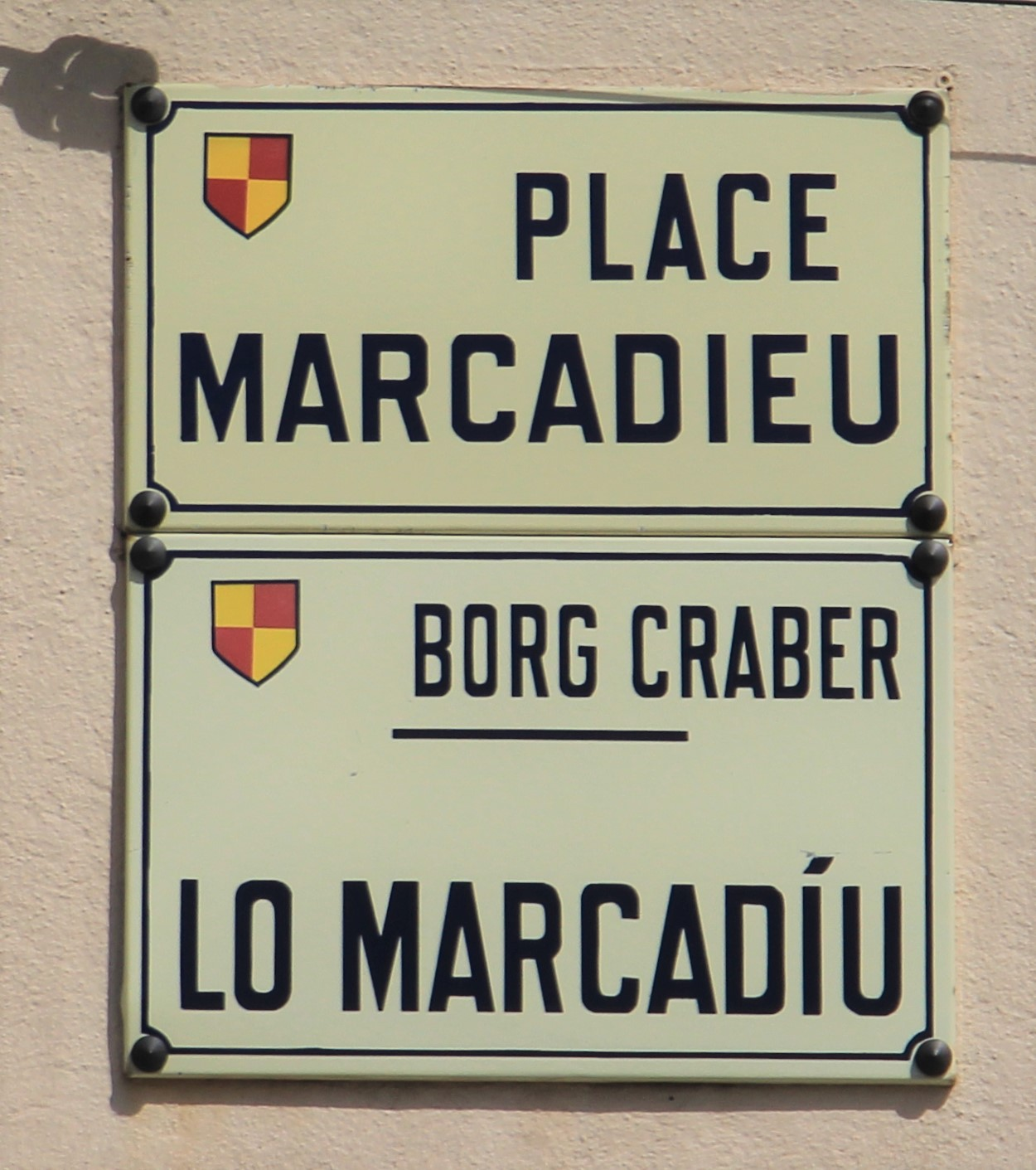
Plaque de la place

### Situation
En partant du nord, et dans le sens des aiguilles d'une montre, la place Marcadieu donne accès aux voies suivantes, selon les références toponymiques fournies par le site géoportail de l'Institut géographique national :
- Nord : rue des Carmes
- Nord-est : rue du Martinet
- Est : avenue de la Marne
- Sud-est : quai Estevenet
- Sud: rue Jean-Pellet et rue du Foirail
- Sud-ouest : rue du Foulon
- Ouest : rue Larrey
- Nord-ouest : rue du Maréchal-Foch

### Accès à pied
La partie est de la halle est entièrement piétonnier et accessible aux passants depuis n'importe quel point de la ville.

### Accès par les transports publics
La place est directement desservie par Keolis qui exploite les lignes urbaines de bus de transports en commun, avec deux arrêt de bus   située au nord de la place.

## Description
Cette place forme un quasi triangle de 230 mètres de long sur 150 mètres de côté, elle est entourée de bâtiments monumentaux datant, pour la plupart, et bordée de grands cafés, de restaurants et d'hôtels.
Elle accueille deux monuments imposants; la halle Marcadieu et  l'église Sainte-Thérèse classé au titre des monuments historiques.
On y trouve deux fontaines, à l'ouest la « fontaine des quatre vallées » ; œuvre des sculpteurs Edmond Desca,  Jean Escoula, Louis Mathet et la petite fontaine (partie est), baptisée « les Sources de l'Amour » est de Jean-Jules Frère.
Le lieu abrite également, sur le côté est, un immense parking de plus 250 places accessible de toutes parts.

## Odonymie
La place Marcadieu est dénommée sous ce nom car étymologiquement, en occitan, «marcat» signifie marché et du suffixe «iu» intégrant la notion de fonction. 

## Bâtiments et lieux remarquables
Voici, ci-dessous la liste des bâtiments de la place, la plupart à vocation publique par ordre de numéros :
- No 1 : la halle Marcadieu
- No 7 : l'église Sainte-Thérèse

## Galerie d'images

Sélection de vues de la place de Verdun
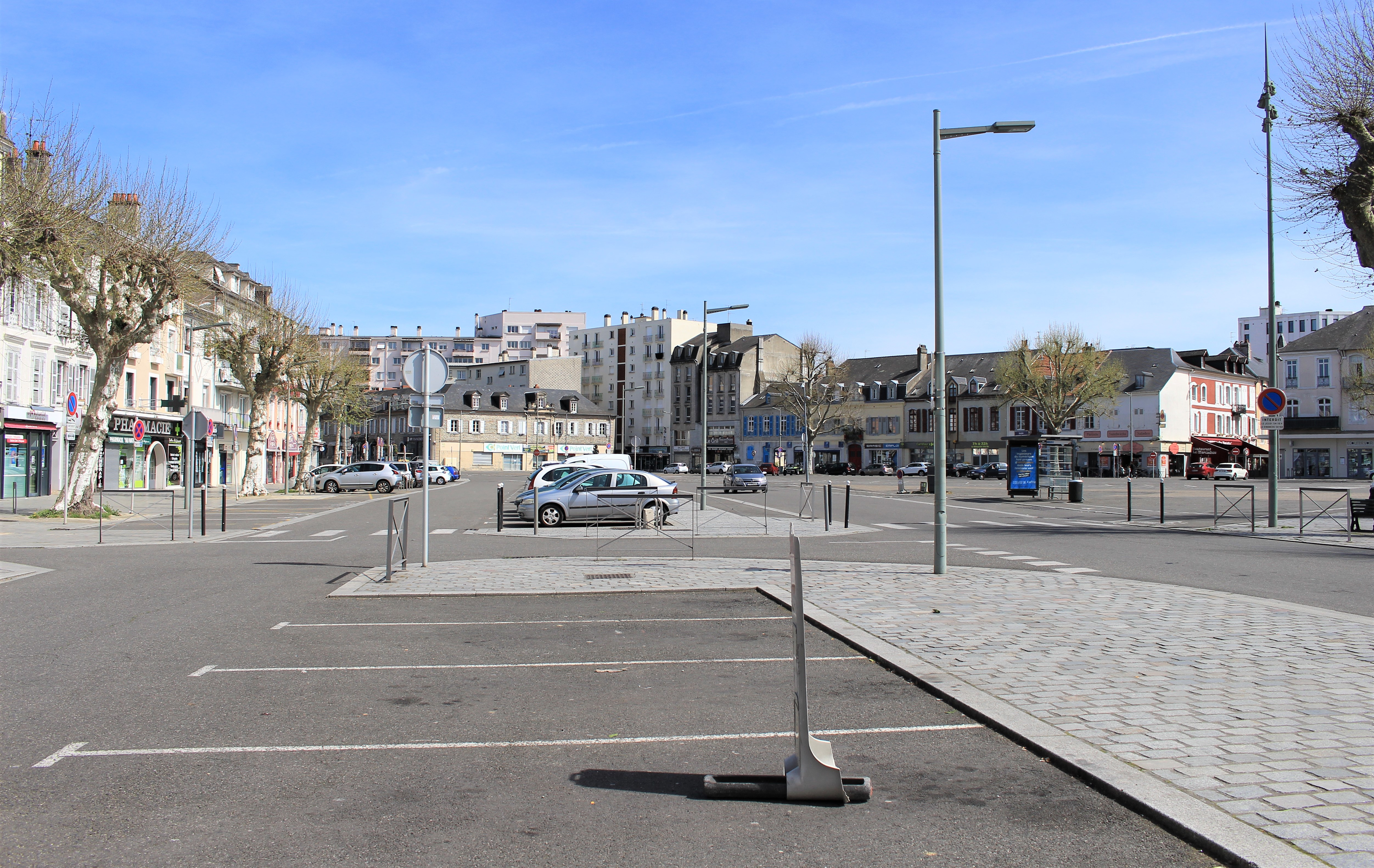
Vue de la place.
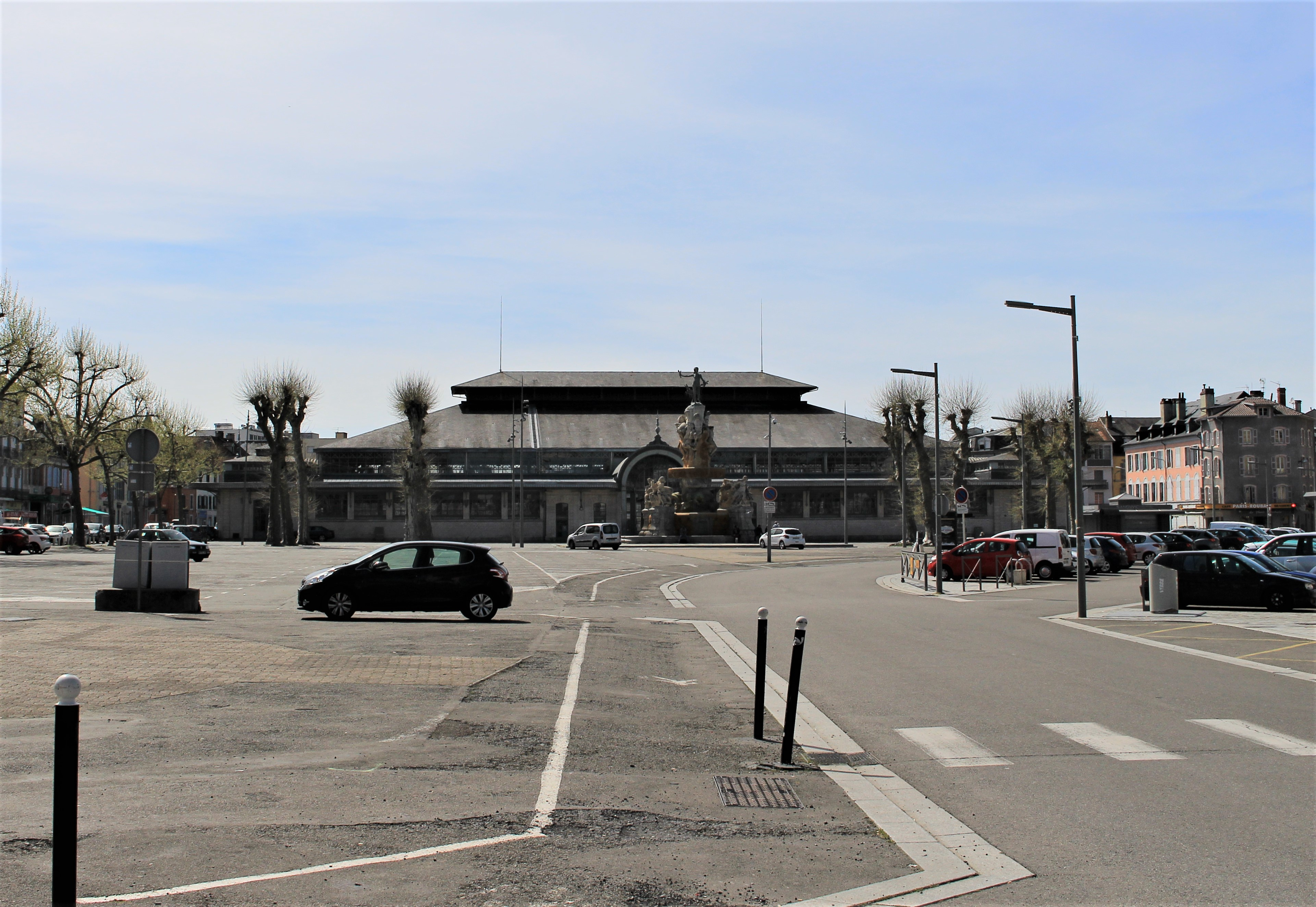
Vue sur la halle.
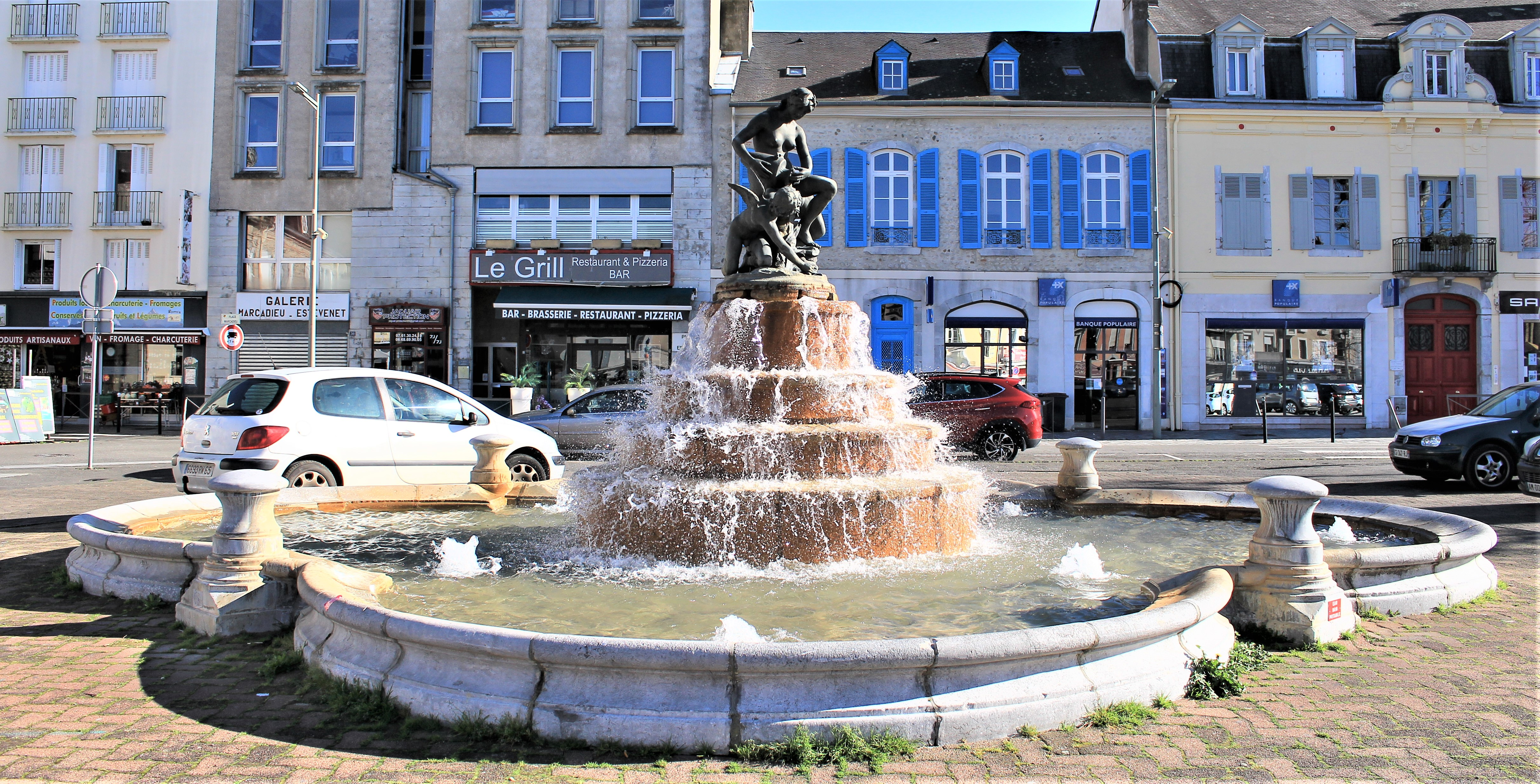
La fontaine : Les Sources de l'Amour.
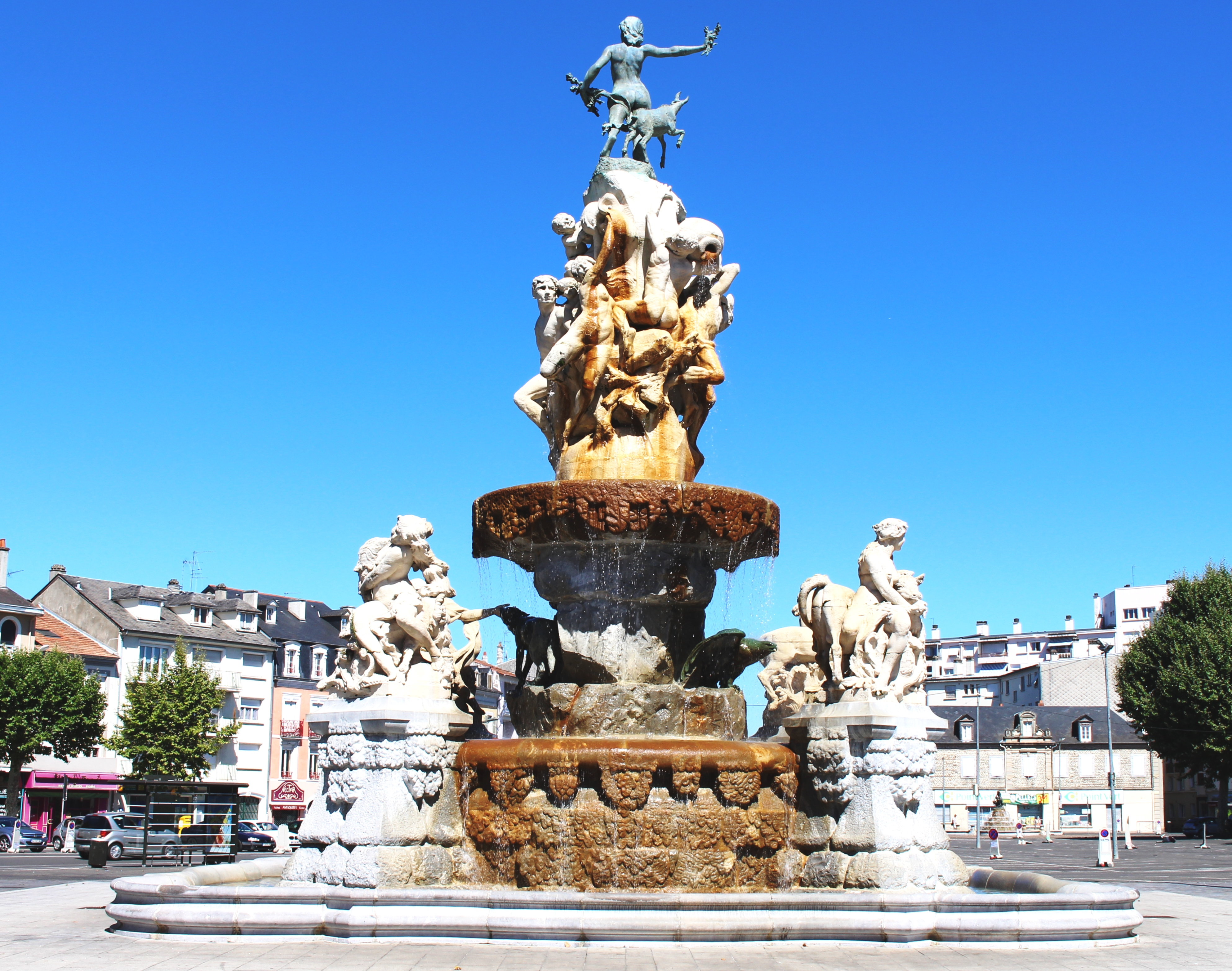
La fontaine des quatre vallées.

## Divers
La place est le lieu chaque jeudi du plus grand marché du département avec les commerces de bouche sous la halle et les différents autres commerçants sur la place. Chaque mois de septembre la fête Sainte-Thérèse se déroule sur la place.
La place est le départ de la 10e étape du Tour de France 2015, de la 14e étape du Tour de France 2019 et de la 6e étape du Tour de France 2023.